# James Arthur Ewing
James Arthur Ewing (* 1. Oktober 1916 in Boardman, Ohio; † 1991) war ein US-amerikanischer Politiker. In den Jahren 1952 und 1953 war er Gouverneur von Amerikanisch-Samoa.

## Werdegang
Er war vor seiner Zeit als Territorialgouverneur Geschäftsführer einer in Ohio ansässigen Stahlfirma. Im Jahr 1952 wurde er von Präsident Harry S. Truman als Nachfolger von John C. Elliott zum neuen Gouverneur von Amerikanisch-Samoa ernannt. Dieses Amt bekleidete er zwischen dem 28. November 1952 und dem 4. März 1953.